# The Christmas Shoes
The Christmas Shoes är en låt med jultema baserad på en internetberättelse. Det kanadensiska poppunkbandet FM Static gjorde en cover på låten.

## Text
Berättelsen om ett marknadsföringsknep från en internetbaserad skotillverkare nådde den kristna sånggruppen NewSong 1996. De arbetade fram en sång av berättelsen i fyra månader och släppte den slutligen som ett bonusspår år 2000.

## Framgång och media
Låten nådde 131:a plats på Billboardlistans Hot Country Songs och 42:a plats på Billboard Hot 100. 2002 skrev Donna VanLiere en roman baserad på sången, publicerad av St. Martin's Press. Romanen filmatiserades som film som släpptes i december 2002.
2011 utsågs sången till "den värsta julsången någonsin" av Gawker.com, efter en undersökning bland kommentarsröster. Ståuppkomikern Patton Oswalt belyste 29 november 2010 hur sången kan anses sadistisik.
Den 10 december 2011 kallade internetkritikern Nostalgia Chicksången den mest störande och ofrånkomliga julsången.

## Andra versioner
Ett år senare släppte countrygruppen 3 of Heart en egen version, som nådde 37:e plats. 2002 skrev Donna VanLiere en bok av berättelsen, vilken senare blev en film släppt i december 2002.
Poppunkbandet FM Static gjorde en cover på låten som släpptes på samlingsskivan X Christmas år 2008.